# Jasovská jeskyně
Jasovská jeskyně je krápníková jeskyně ve Slovenském krasu u obce Jasov.
Nachází se v nejvýchodnější části Slovenského krasu, u obce Jasov. Uměle proražený vchod leží v údolí řeky Bodvy ve výšce 256 m n. m., přirozený otvor, který dnes slouží jako východ, ve výšce 286 m. Jasovská jeskyně je nejstarší zpřístupněná jeskyně na Slovensku, už roku 1846 byla částečně zpřístupněná mnichy z jasovského kláštera. V letech 1922 až 1924 byly objevené i nižší partie jeskyně. V roce 1924 byly v jeskyni vybudované betonové chodníčky a bylo rozvedené elektrické osvětlení. Její délka je 2811 m, z toho veřejnosti je zpřístupněných 852 m.
Jasovská jeskyně vznikla v masivu Jasovské skály, kterou tvoří čisté druhohorní vápence. Je vytvořena v pěti podlažích, které jsou spojené vertikálními komíny. Oválný tvar chodeb a koryta na stropech dokazují, že jeskyni vytvořily vody říčky Bodvy, které vnikaly do úzkých puklin, rozšiřovaly je a vytvořením podzemního toku formovaly chodby podél tektonických poruch. Na křižovatkách puklin vznikly v důsledku odlamujících se skal rozsáhlejší dómy, jako Dóm netopýrů, Bludiště apod. Krápníkové útvary mají podobu mohutných vodopádů na stěnách (Starý dóm, Netopýří dóm, Velký dóm), většinou již odumřelých a zvětralých do bíla. V Starém dómu jsou stalagnáty s obvodem až 18 m. Místy se objevují na stropě i čerstvá tenká brčka (Velký a Bílý dóm, Brčková chodba), a také palicovité stalagmity (Medvědí síň).
Charakteristické brčkovité stalaktity a mohutné pagody různého tvaru a zabarvení bohatě zdobí velké, vodou erodované podzemní prostory. Častým jevem jsou jeskynní škrapy.

## Archeologické nálezy
Jeskyně je jednou z nejstarších známých jeskyní na Slovensku. Některé části jsou známé odjakživa, o čem svědčí archeologické nálezy z paleolitu, neolitu a doby halštatské i z mladších období. Průzkum tohoto naleziště se začal již v roce 1878, kdy E. Nyáry a A. Tallóczy provedli první archeologický a paleontologický průzkum vstupních částí jeskyně. Další významný speleoarcheologický průzkum se uskutečnil v roce 1916. Tehdy geolog T. Kormos a jeho spolupracovníci odkryli střepy a části nádob z bukovohorskej a pilinsko-kyjatickej kultury, bronzové předměty a množství osteologického materiálu. V nejvyšším podlaží, v suchém výklenku v Husitské síni se na stěně nachází známý, švabachem psaný nápis z roku 1452, popisující vítězství vojsk bratříků nad Jánem Huňadym u Lučence.

## Chráněné území
Jasovská jaskyňa je národní přírodní památka ve správě příspěvkové organizace Správa slovenských jeskyní. Nachází se v katastrálním území obce Jasov v okrese Košice-okolí v Košickém kraji. Území bylo vyhlášeno či novelizováno v roce 1925 a 2004. Ochranné pásmo nebylo stanoveno.